# Maureen O’Toole
Maureen „Mo“ O’Toole, auch Maureen Mendoza, (* 24. März 1961 in Long Beach, Kalifornien) ist eine ehemalige Wasserballspielerin aus den Vereinigten Staaten. Sie gewann bei Olympischen Spielen eine Silbermedaille. Sie war Weltmeisterschaftsdritte und Zweite bei Panamerikanischen Spielen.

## Karriere
Maureen Mendoza gehörte von 1978 bis 2000 zur Nationalmannschaft der Vereinigten Staaten. 1978 und 1982 fanden inoffizielle Weltmeisterschaften statt, bei denen jeweils die Niederländerinnen vor den Australierinnen und der Mannschaft aus den Vereinigten Staaten gewann. Bei der ersten offiziellen Weltmeisterschaft im Frauen-Wasserball 1986 in Madrid siegten die Australierinnen vor den Niederländerinnen und dem US-Team. Anfang 1991 bei der Weltmeisterschaft in Perth siegten die Niederländerinnen vor den Australierinnen. Die Mannschaft aus den Vereinigten Staaten gewann zum vierten Mal die Bronzemedaille. 1994 bei der Weltmeisterschaft in Rom trat sie als Maureen Mendoza an. Die Ungarinnen siegten vor den Niederländerinnen und den Italienerinnen, das Team aus den Vereinigten Staaten belegte den vierten Platz. Vier Jahre später unterlag die US-Mannschaft im Viertelfinale den Niederländerinnen mit 5:9, wobei Coralie Simmons drei Treffer warf und Maureen O’Toole die anderen beiden Tore beisteuerte. Die Mannschaft aus den Vereinigten Staaten belegte am Ende den achten Platz. Bei den Olympischen Spielen 2000 in Sydney stand erstmals auch ein Wasserballturnier für Frauen auf dem Programm. O’Toole wurde in allen sieben Spielen eingesetzt und erzielte im Halbfinale zwei ihrer sieben Turniertore. Im Halbfinale besiegte das US-Team die Niederländerinnen mit 6:5, im Finale unterlagen die Amerikanerinnen den Australierinnen mit 3:4.
Maureen O’Toole schloss ihr Studium der Pädagogik an der University of Hawaii 1985 mit dem Bachelor ab. 1990 machte sie ihren Master an der Azusa Pacific University. Ab 1991 war sie als Trainerin tätig, bevor sie vor den Olympischen Spielen 2000 drei Jahre professionell trainierte und durch Sponsorengelder finanziert wurde. Sie nahm 26 Mal an den Meisterschaften der Vereinigten Staaten teil und wurde 16 Mal als Most Valuable Player ausgezeichnet. 2010 wurde sie in die International Swimming Hall of Fame aufgenommen.